# Mednyánszky Berta
Nemes mednyei  Mednyánszky Bernárdina Nepomukena Mária , ismertebb nevén:  Mednyánszky Berta  (Saár, ma: Abasár, 1823. május 23. – Pozsony, 1902. február 22.) magyar nemesasszony, Petőfi Sándor magyar költő múzsája volt.

## Élete, családja
1823. május 23-án született a Heves vármegyei Saár településen tekintélyes és jómódú Mednyánszky család sarjaként. Szülei, mednyei Mednyánszky János és kelemenfalvi Hazucha Borbála római katolikus pár voltak. Édesapja az Árpád-ház óta nemes, ősrégi Mednyánszky család leszármazottja, azon belül pedig a sissói ág képviselője. Keresztszülei Dolinszky György és Scholzer Mária voltak. Testvérei:
- nemes mednei  Mednyánszky Tivadar Eduárd Lukács  (Gerencsér, 1819. október 17. – ?) Hamar Erzsébet férje.
- nemes mednei  Mednyánszky Eduárd Mihály  (Saár, 1821. szeptember 23. – ?) Royko Mária férje.
- nemes mednei  Mednyánszky János Nepomuk Baptista  (Saár, 1825. június 23. – ?)
- nemes mednei  Mednyánszky Adél Vilma Viktória  (Saár, 1827. március 23. – ?)
- nemes mednei  Mednyánszky János  (Gyöngyöshalász, 1831. április 11. – Trencsén, 1898. október 12.) királyi tanácsos, Trencsén vármegye egykori tanfelügyelője. Felesége, nemes szlavniczai Sándor Eszter volt, aki rokona volt Mednyánszky Berta férjének.

Elhagyva Heves vármegyét a család Gödöllőbe költözött, ahol édesapja a gödöllői Grassalkovich uradalom jószágigazgatója volt. A könyvelésbe sokszor – titokban – Berta is besegített. 22 évesen, 1845. augusztus 10. körül ismerkedett meg Petőfi Sándorral a gödöllői református lelkész, Erdélyi Ferenc felesége által, azonban Berta már korábban is ismerte a költő addigi munkásságát. Mindössze kétszer-háromszor találkoztak, de kölcsönös vonzalmat éreztek egymás irányába. A költő írásban kérte meg a lány kezét Mednyánszky Jánostól, aki válaszlevelében elutasította az eljegyzést, lányát pedig eltiltotta a költőtől. Petőfi csalódottságát és a lányhoz való szerelmét a Szerelem gyöngyei című kötetében fejezte ki, amelyet még ez év októberében ki is adta.
1852-ben elvesztette édesanyját, rá három évvel pedig édesapját.
Mednyánszky Bertát apja végül nemes szlavniczai Sándor Lajos földbirtokoshoz adta nőül. Több gyermekük is született, de köztük kevesen érték meg a felnőttkort. 1890. július 20-án férje hosszú és kínos szenvedés után Pozsonyban elhunyt. Ekkor már csak két gyermekük élt:
- nemes szlavniczai  Sándor István  (Trencsén, 1856. augusztus 23.). Felsőkubini és deménfalvi Kubinyi Valéria férje, Kubinyi György országgyűlési képviselő veje.
- nemes szlavniczai  Sándor Géza  (Szlavnicza, 1858. június 29.). Főszolgabíró, szemereharaszti Szombathelyi Marianne férje.

1896. április 15-én fia, Sándor Géza Budapesten elhunyt. Ekkor már másik fia is halott volt. Megözvegyülve egy darabig még férje családjának ősi fészkében, Szlavniczán tartózkodott. 1898-ban még részt vett öccse, János temetésén. 1901 januárjában a Szerelem gyöngyei című kötetet a benne lévő Petőfitől kapott préselt bokrétával a Petőfi Társaságnak adományozta. Szintén ez évben költözött Pozsonyba unokái, és özvegy menye, Kubinyi Viktória közelébe.
1902. február 22-én, 78 évesen hunyt el.